# Гранитный (Мурманская область)
Грани́тный — упразднённый в 2006 году посёлок и военный гарнизон в Мурманской области России. Военно-морская база Северного флота СССР (России) на Мурманском берегу Кольского полуострова.

## История
Основан в начале XX века как рыбацкая фактория Долгая по наименованию губы, в южной части которой располагалась.
С 1944 года — база сформированной 1 марта бригады торпедных катеров, впоследствии удостоенной почётных наименований Печенгская Краснознамённая ордена Ушакова I степени, давшей 10 Героев Советского Союза, включая дважды Героя Александра Осиповича Шабалина.
В 1951—1961 годах — база 51-й дивизии торпедных катеров. Затем соединение последовательно меняло наименования, сохраняя номер и почётные наименования: 55-я отдельная бригада торпедных катеров, отдельная бригада ракетных катеров, с 1982 гоа — 55-я бригада ракетных катеров Кольской флотилии разнородных сил, с 1988 года — 55-я бригада малых ракетных кораблей. Корабли и катера соединения базировались в западном бассейне губы Долгая Западная — губе Лобаниха.
Войсковые части бригады, дислоцировавшиеся в посёлке Гранитном по состоянию на 1994 год:
— в/ч 81339 — собственно бригада;
— в/ч 53165 — 292-й дивизион МРК;
— в/ч 90128 — 56-й дивизион катеров обеспечения боевой подготовки;
— в/ч 30846 — 776-я береговая база ракетных кораблей;
— 1035 Судоремонтная мастерская;
— 1010 Военно-морской лазарет.
В восточном бассейне, в губе Ковш, базировался 428-й дивизион кораблей резерва (в/ч 81382) 5-й бригады тральщиков с находящимися в консервации морскими тральщиками проекта 266, малыми противолодочными кораблями и санитарными катерами.
В 1994 году 55-я бригада малых ракетных кораблей, только что отметившая свой 50-летний юбилей, была свёрнута в 108-й дивизион МРК с базированием в Екатерининской гавани, г. Полярный.
29 сентября 2006 г. законом Мурманской области населённый пункт Гранитный в связи с отсутствием проживающего населения был упразднён
В 2010 году из посёлка в Мурманск были перенесены захоронения катерников, погибших во время войны.

## Население
В 1994 году в посёлке проживало свыше 400 семей, в основном военнослужащих бригады. Начальником гарнизона являлся командир бригады.
В 1996 году большая часть жителей покинула посёлок.
В 2012 году в посёлке проживало несколько человек. Мичман в отставке Александр Иванович Бардачёв, служивший здесь с 1977 года, оборудовал жилище в одной из брошенных многоэтажек. Семья из Североморска выкупила причал и занимается рыбной ловлей.
В 2022—2023 годах в посёлке проживал только Александр Иванович Бардачёв. 3 июля 2023 последний житель посёлка скончался.
В настоящее время население отсутствует.

## Инфраструктура
Жилой фонд составляли 4 пятиэтажных дома по улице Саши Ковалёва, 3 двухэтажных и 1 трёхэтажный дом по улице Советской.
В посёлке работали два детских сада, 8-летняя школа, магазины, клуб, ателье, почтовое отделение.

## Транспорт
Особенностью жизни посёлка было отсутствие сухопутной связи с Большой землёй. Жизнеобеспечение гарнизона (доставка людей, грузов, товаров) осуществлялось только собственными средствами: катерами обеспечения боевой подготовки, плавсредствами береговой базы, а иногда и боевыми кораблями и катерами. Расстояние по воде до Североморска составляет около 25 миль.